# (504847) 2010 RE188
(504847) 2010 RE188 est un objet transneptunien faisant partie des cubewanos.

## Caractéristiques
2010 RE188 mesure environ 250 km de diamètre.

## Découverte
2010 RE188 a été découvert le 15 septembre 2010.